# Behind the Sun (песен)
Behind the Sun  е сингъл на американската фънк рок група Ред Хот Чили Пепърс. Това е шестата песен от албума The Uplift Mofo Party Plan, който излиза през 1987.
Сингълът е издаден толкова късно за да рекламира компилацията What Hits!?. Видеото към песента е направено чрез комбинация от анимация и кадри от песента Higher Ground.
В тази песен Хилел Словак свири на ситар.